# Batalla de San Mamede

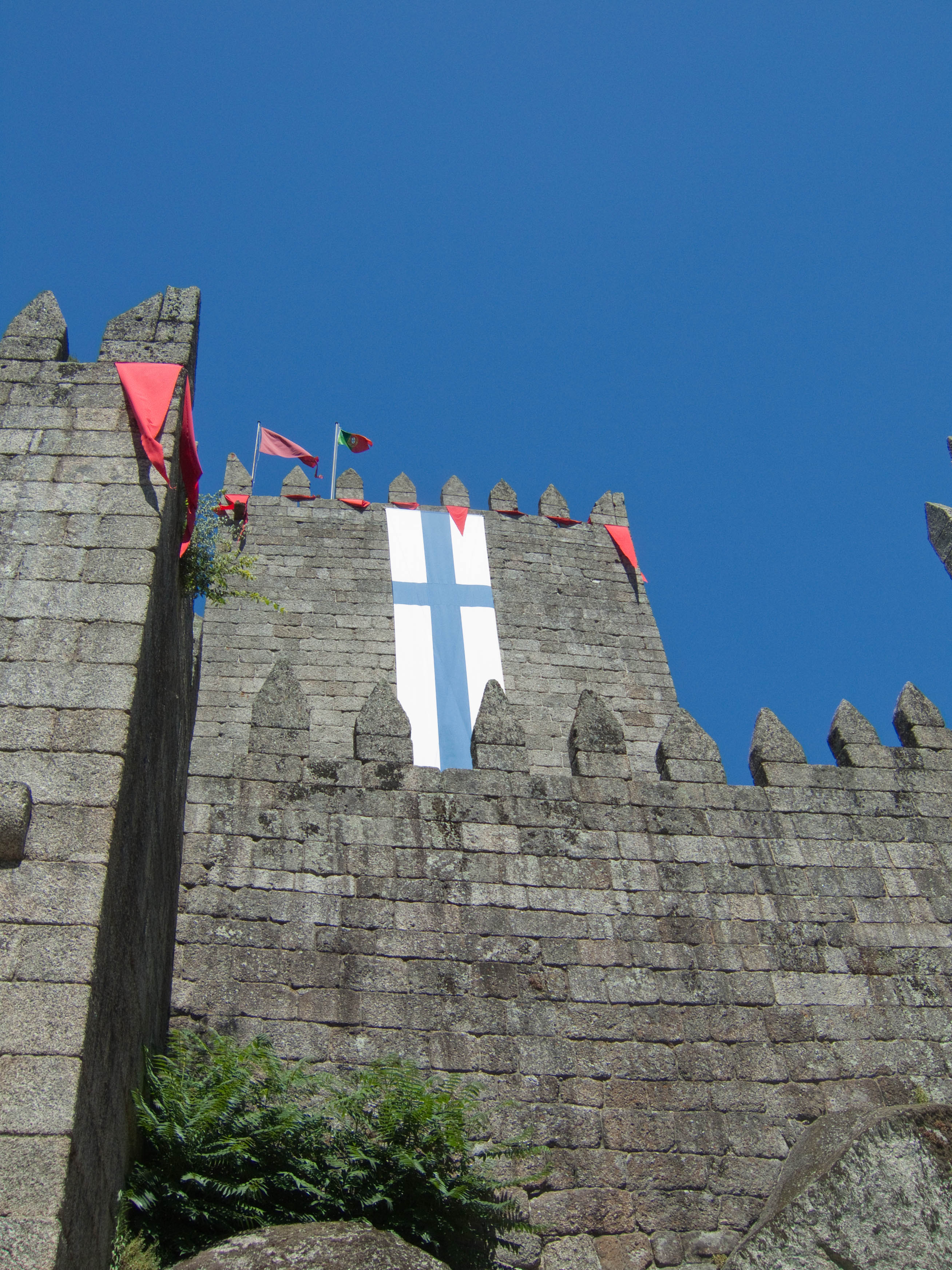
Castillo de Guimarães en la conmemoración de la batalla de San Mamede

La Batalla de San Mamede (24 de junio de 1128) se libró entre las tropas de Alfonso I de Portugal y las tropas de su madre, Teresa de León, y del conde gallego Fernando Pérez de Traba, que intentaba apoderarse del gobierno del condado Portucalense. Las dos facciones se enfrentaron en el campo de San Mamede, cerca de Guimarães.
Con la derrota, Teresa y Fernando Pérez abandonaron el gobierno condal, que quedaría ahora en las manos del infante y sus partidarios, disgustando al obispo de Santiago de Compostela, Diego Gelmírez, que codiciaba el dominio de las tierras. Teresa desistía así de las ambiciones de ser señora de toda Galicia. Existen rumores no confirmados de que ella habría sido aprisionada en el castillo de Lanhoso.
Sobre esta batalla merece la pena transcribir algunos párragrafos de los Anales de Don Alfonso. Rey de Portugal (1185 - Santa Cruz de Coimbra): "En la era de 1166, en el mes de junio, en la fiesta de San Juan Bautista, el ilustre infante Don Alfonso, hijo del Conde Enrique y la reina Doña Teresa, nieto del gran imperador de Hispania, Don Alfonso, con la ayuda del Señor y por clemencia divina, y también gracias al esfuerzo y persistencia, más que la voluntad y ayuda de familiares, se apoderó con mano fuerte del reino de Portugal. De hecho, por haber muerto su padre, el Conde Don Enrique, cuando él era un niño todavía de dos o tres años, ciertos individuos indignos y extranjeros pretendian hacerse con el reino de Portugal;su madre, la reina Teresa, les favorecia, porque queria, también, por suberbia, reinar en vez de su marido, y apartar a su hijo del gobierno del reino. No queriendo de modo alguno suportar una ofensa tan vergonzosa, pues era ya mayor de edad y de buen carácter, habiendo reunido a sus amigos y a los más nobles de Portugal, que preferiam, de lejos, ser gobernados por él, que por su madre o por personas indignas y extranjeras. Emprendió una batalla en el Campo de San Mamede, cerca de Guimaraes y, habiendo vencido a todos huyeron delante de ellos. Fue entonces cuando se apropiaron del principado y de la monarquía del reino de Portugal".    
El historiador portugués José Mattoso en su libro "D.Afonso Henriques" ( Temas e Debates) afirma, que según el relato más conocido sobre el comienzo del reino de Portugal y escrito en 1678 por el monje (Frey) António Brandão,  la victória de la batalla de San Mamede se atribuye a los nobles y no al infante. Que este dependía de la nobleza cultivada y rica del Condado Portucalense, como Soeiro Mendes, Egas Moniz de Riba Douro (Aio), y que al auxiliarle en las batallas y prestarle vasallaje tuvieron su recompensa (tierras, poder administrativo...). Y que también la iglesia, la gran protagonista y el arzobispo de Braga, Paio Mendes. San Mamede fue el primer acto de movimiento irreversible que explica , más que cualquier otro acontecimiento, las razones de la independencia del Condado Portucalense como identidad política y que procedió el reino portugués.    